# Zargo Touré
Zargo Touré,  né le 11 novembre 1989 à Dakar est un footballeur international sénégalais qui évolue sous les couleurs du Çorum F.K.. Il évolue au poste de défenseur central et éventuellement d'arrière droit.

## Biographie
Zargo Touré a suivi un parcours atypique, jeune joueur de 18 ans de l'AS Dakar Sacré-Cœur, il est repéré lors du match international des moins de 19 ans Sénégal-Nigeria par le président de l'USBCO, Jacques Wattez, et son conseiller Jean-Luc Lamarche.
Tout de suite convié à un essai, il signe dans la foulée de son essai concluant, un contrat professionnel de 3 ans. L'histoire est alors en marche, Zargo fait une saison remarquable et aide l'US Boulogne à accéder à la Ligue 1 pour la première fois de son histoire.
En juillet 2012, il est prêté avec option d'achat en faveur du Havre AC.
À la suite de trois bonnes saisons au Havre AC, il retrouve la Ligue 1 pour la deuxième fois dans sa carrière en rejoignant le FC Lorient.

## Statistiques
| Saison                | Club                  | Championnat           | Championnat | Championnat | Coupe nationale | Coupe nationale | Coupe de la Ligue | Coupe de la Ligue | Total | Total |
| Saison                | Club                  | Division              | M.          | B.          | M.              | B.              | M.                | B.                | M.    | B.    |
| 2008-2009             | US Boulogne           | Ligue 2               | 32          | 0           | 3               | 0               | 2                 | 0                 | 37    | 0     |
| 2009-2010             | US Boulogne           | Ligue 1               | 14          | 0           | -               | -               | -                 | -                 | 14    | 0     |
| 2010-2011             | US Boulogne           | Ligue 2               | 29          | 1           | 4               | 0               | 2                 | 0                 | 35    | 1     |
| 2011-2012             | US Boulogne           | Ligue 2               | 36          | 1           | 3               | 0               | -                 | -                 | 39    | 1     |
| Sous-total            | Sous-total            | Sous-total            | 111         | 2           | 5               | 0               | 4                 | 0                 | 120   | 2     |
| 2012-2013             | Le Havre AC (prêt)    | Ligue 2               | 36          | 0           | 4               | 0               | -                 | -                 | 40    | 0     |
| 2013-2014             | Le Havre AC           | Ligue 2               | 37          | 0           | -               | -               | 2                 | 0                 | 39    | 0     |
| 2014-2015             | Le Havre AC           | Ligue 2               | 32          | 0           | 1               | 0               | 1                 | 0                 | 34    | 0     |
| 2015-2016             | Le Havre AC           | Ligue 2               | 4           | 0           | -               | -               | 1                 | 0                 | 5     | 0     |
| Sous-total            | Sous-total            | Sous-total            |             |             |                 |                 | 0                 | 0                 |       |       |
| 2015-2016             | FC Lorient            | Ligue 1               | 29          | 4           | 5               | 0               | 3                 | 0                 | 37    | 4     |
| 2016-2017             | FC Lorient            | Ligue 1               | 23          | 1           | 1               | 0               | 1                 | 0                 | 25    | 1     |
| 2017-2018             | FC Lorient            | Ligue 2               | 13          | 0           | -               | -               | 3                 | 0                 | 16    | 0     |
| Sous-total            | Sous-total            | Sous-total            |             |             |                 |                 | 0                 | 0                 |       |       |
| 2018-2019             | Trabzonspor           | SüperLig              | 27          | 0           | 4               | 0               | -                 | -                 | 31    | 0     |
| Sous-total            | Sous-total            | Sous-total            | 27          | 0           | 4               | 0               | 0                 | 0                 | 31    | 0     |
| 2019-2020             | Gençlerbirliği SK     | SüperLig              | 8           | 0           | -               | -               | -                 | -                 | 8     | 0     |
| Sous-total            | Sous-total            | Sous-total            | 8           | 0           | 0               | 0               | 0                 | 0                 | 8     | 0     |
| Total sur la carrière | Total sur la carrière | Total sur la carrière | 285         | 7           | 21              | 0               | 15                | 0                 | 321   | 7     |